# 彼得里夫卡 (韋塞利諾韋市鎮)
47°20′39″N 31°18′59″E / 47.34417°N 31.31639°E
彼得里夫卡（烏克蘭語：Петрівка）是位於烏克蘭南部的村莊，由尼古拉耶夫州沃茲涅先斯克區的韋塞利諾韋市鎮負責管轄。該村始建於1900年，面積0.3平方公里，海拔高度11米，2001年人口118，人口密度每平方公里398.7人。